# Gabons riksvapen
Gabons riksvapen innehåller ett okumeträd (Aucoumea klaineana) och de tre bysantinerna som är symboler för skogarnas rikedomar och för mineralförekomsterna. Fartyget representerar framsteg och sjöfartens betydelse. De två pantrarna som håller skölden är symboler för vaksamhet och mod hos folket. Valspråket på banderollen överst är på latin och betyder "Förenade går vi framåt". Längst ner finns devisen "Enighet, arbete, rättvisa". Färgerna grönt, gult och blått återfinns också i flaggan.